# Implosion of Heaven
Implosion of Heaven er det finske metalband Inearthed, bedre kendt som Children of Bodoms, første demoudgivelse.

## Spor
Al musik af Alexi Laiho. Alle tekster af Samuli Miettinen.
Side A
1. Chaos – 4:26
2. Shards Of Truth – 6:27

Side B
1. Implosion Of Heaven – 3:55
2. Tss, Aah !!! – 0:40